# Храшче (Випава)
Храшче (словен. Hrašče, итал. Craschie) је насељено место у општини Випава, Горишка регија, Словенија.

## Историја
До територијалне реорганизације у Словенији било је у саставу старе општине Ајдовшчина.

## Становништво
У попису становништва из 2011. године, Храшче је имало 88 становника.
| Број становника према пописима | Број становника према пописима | Број становника према пописима |
| ------------------------------ | ------------------------------ | ------------------------------ |
| 1991                           | 2002                           | 2011                           |
| 56                             | 66                             | 88                             |

Напомена: Године 1988. настала издвајањем дела из насеља Подбрег.